# Liparis liparis
Liparis liparis és una espècie de peix pertanyent a la família dels lipàrids.

## Descripció
Els adults assoleixen entre 10 i 15 cm de llargària màxima.

## Subespècies
- Liparis liparis barbatus (Ekström, 1832)
- Liparis liparis liparis (Linnaeus, 1766)[3]

## Reproducció
La posta té lloc a la primavera.

## Alimentació
Menja principalment crustacis i, de tant en tant, peixos i poliquets.

## Distribució geogràfica
Es troba a l'Atlàntic nord-oriental: Estònia, Lituània, Letònia, Finlàndia, Rússia, Suècia, Dinamarca, Noruega, les illes Britàniques, Irlanda, Islàndia, Portugal i França.

## Estat de conservació
El seu hàbitat proper a la costa s'ha vist afectat pels abocaments contaminants (com ara, aigües residuals i residus industrials) durant gran part del segle xx. Nogensmenys, això ha estat a nivell local i no ha afectat a tota la seua distribució geogràfica.